# Bottanuco
Bottanuco é uma comuna italiana da região da Lombardia, província de Bérgamo, com cerca de 4.568 habitantes. Estende-se por uma área de 5 km², tendo uma densidade populacional de 914 hab/km². Faz fronteira com Capriate San Gervasio, Chignolo d'Isola, Cornate d'Adda (MI), Filago, Madone, Suisio, Trezzo sull'Adda (MI).

## Demografia
| Variação demográfica do município entre 1861 e 2011                               |
|                                                                                   |
| Fonte: Istituto Nazionale di Statistica (ISTAT) - Elaboração gráfica da Wikipedia |